# 佐々木昭夫 (工学者)
佐々木 昭夫（ささき あきお、1932年 - ）は、日本の工学研究者（電子工学）

## 人物
学位はPh.D.（カリフォルニア大学バークレー校・1966年）および工学博士（京都大学・1976年）。京都大学および大阪電気通信大学名誉教授、ユタ大学 Clyde Chair（招へい教授）。
「混晶半導体」を提唱し、新学術分野に発展に寄与した。「電子材料シンポジウム」を通じて若手人材の育成も行った。

## 研究歴
研究内容は混晶半導体の物理と光デバイス。
1. 混晶半導体研究の先駆者
AlxGa1-xAs、GaAs1-xPx 等では、構成比率xは可変であり、構成半導体のAlAs、GaAs、GaP の性質は保存されており、さらに元素配列に不規則の存在が考えられる。こうした事柄はAlAs、GaAs、GaP、ZnSiP2等の化合物半導体と全く異なるものであり、新しい範疇の半導体とすることを学会等で啓蒙を行い（科研費特定研究混晶エレクトロニクス）、「混晶半導体」と名付けることを提唱した。当初、専門家から異論が唱えられていたが、現在、周知され専門書、教科書にも用いられている。その後、不規則性の存在を示す理論的研究を行った。その内容は、米国大学院の教科書に紹介されている (A. Rockett, The Materials Science of Semiconductors, Springer)。
2. 不規則超格子の研究
ミクロの原子配列がマクロの新しい特性を創出することを、超格子の層幅、層電位を不規則にすることにより、発光特性の増大することを示した（三菱財団研究助成）。これは、人工によるAnderson Localizationの実現と考えられている。
3. 量子ドットの先駆的研究
GaAs上にInAsを成長させた時にできる凸状の性質を調べ、量子ドットに使用できることを提唱する（結晶成長学会論文賞）。
4. 光、電子デバイスの直接集積による新デバイスの研究
ホトトランジスタと発光ダイオードを集積し光増幅機能素子を作製した（電子情報通信学会業績賞）。
5. 液晶大形表示の研究
レーザ書込みにより、液晶分子の規則、不規則配列を利用した大形ディスプレイの実演を行った。
6. シンポジュームの設立
電子材料シンポジウム (Electronic Materials Symposium, EMS) を設立し、EMS賞を設けた。2019年現在で38回の開催。電子材料関係者に広く討論の場を提供し、若手人材育成に貢献してきた。EMS賞は若手研究者の奨励となっている。

## 略歴
- 1951年4月 - 京都大学工学部電気工学科に入学。
- 1955年3月 - 京都大学工学部電気工学科卒業。
- 1957年3月 - 京都大学大学院工学研究科電気工学専攻修了。
  - 神戸工業（現デンソーテン）に入社。
- 1963年2月 - 米国カリフォルニア大学バークレー校電気工学博士課程入学。
- 1966年1月 - カリフォルニア大学バークレー校 Ph.D.。
- 1966年3月 - 京都大学工学部助手。
- 1967年4月 - 京都大学工学部助教授。
- 1970年4月 - 福井大学非常勤講師、20年間、講義26回。
- 1976年3月 - 京都大学工学博士。
- 1977年1月 - 京都大学工学部教授、電気工学科電気応用工学講座担任。
- 1985年7～12月 - 英国シェフィールド大学客員上級研究員。
- 1996年3月 - 京都大学を定年退官。同大名誉教授。
- 1996年4月 - 大阪電気通信大学工学部教授。図書館長、エレクトロニクス基礎研究所長。
- 1997年3～8月 - 米国ユタ大学Clyde講座招聘教授。
- 2003年3月 - 大阪電気通信大学定年退職、同大名誉教授。

## 賞歴
- 1985年 - 米国情報表示学会長表彰
- 1987年 - 電子情報通信学会業績賞「光増幅機能素子の研究」
- 1988年 - Society for Information Display Fellow
- 1989年 - 米国情報表示学会長表彰
- 1996年 - 日本結晶成長学会第13回論文賞「InAs/GaAsヘテロエピタキシャル成長」
- 1997年 - W.W.Clyde Chair Award
- 2001年 - 電気学会業績賞
- 2011年 - 応用物理学会第3回化合物半導体エレクトロニクス業績賞（赤﨑勇賞）「III-V族半導体における規則性、不規則性の究明とその応用に関する研究」
- 2019年 - 第19回応用物理学会業績賞（教育業績）『新学術分野「混晶エレクトロにクス」の創成と若手人材育成への貢献』

## 主要　著書・編著・監修
- 編著『液晶エレクトロニクスの基礎と応用』 1979年4月（オーム社）

中国語訳本、『液晶电子学基础和应用』 1985年3月（科学出版社、北京）]
- 『現代 電子物性論』 1981年3月（オーム社）
- 『固体電子工学』 1983年1月（コロナ社）
- 編著『電子デバイス工学』 1985年4月（昭晃堂）
- 編著『現代 量子力学の基礎』 1985年8月（オーム社）
- 編著『液晶ディスプレイのすべて』 1993年2月（工業調査会）
- 『量子効果半導体』 2000年3月（電子情報通信学会）

## 主要役職歴
1.省庁関連：
◎文部省科学研究費補助金特定研究「混晶エレクトロニクス」研究領域代表
◎科学技術庁航空・電子技術審議会専門委員
◎新技術事業団個人研究者選考・推進委員
◎学位授与機構審査専門委員主査

2.学会関連：
◎米国情報表示学会日本支部長
◎電子通信学会電子デバイス研究専門委員会委員長 ◎電子情報通信学会エレクトロニクスグループ運営委員長
◎電気学会情報認識技術委員会委員長
◎電子情報通信学会副会長

3.国内会議関連：
◎電気学会「センサの基礎と応用」シンポジュウム論文委員長
◎同上実行委員長
◎液晶討論会論文委員長

4.国際会議関連：
◎第3回ディスプレイ研究国際会議論文委員長
◎第9回ディスプレイ研究国際会議運営委員長
◎日米科学協力日米セミナー「混晶エレクトロニクス」主宰
◎第6回固体センサとトランジューサ国際会議アジア代表
◎第7回気相成長とエピタキシー国際会議論文委員長
◎第7回固体センサーとトランジューサ国際会議論文委員長
◎米国電子材料会議アジア委員（20年間）